# مارگارت هافمن
مارگارت هافمن (به انگلیسی: Margaret Hoffman) (زادهٔ ۱۹ ژوئن ۱۹۱۱) شناگر اهل ایالات متحده آمریکا است.